# Enric Miralles i Moya
Enric Miralles i Moya   (Barcelona, 25 de febrer de 1955 - Sant Feliu de Codines, 3 de juliol de 2000) fou un arquitecte i professor universitari català.

## Biografia
Va néixer el 1955 a Barcelona i va estudiar arquitectura a l'Escola Tècnica Superior d'Arquitectura de Barcelona (Universitat Politècnica de Catalunya), on es va graduar el 1978. Posteriorment, va ampliar els seus estudis a la Universitat de Colúmbia a Nova York. A principis de la dècada del 1980 fou nomenat professor adjunt d'arquitectura a les universitats en les quals havia estudiat.
Va iniciar la seva activitat professional a l'estudi arquitectònic d'Albert Viaplana i Helio Piñón, on va romandre fins al 1983. Casat amb l'arquitecta Carme Pinós, va fundar el seu propi estudi arquitectònic, on desenvolupà obres de projecció internacional. Es divorcià de l'esmentada arquitecta el 1991 i es tornà a casar amb la italiana Benedetta Tagliabue, amb qui treballava conjuntament a l'estudi EMBT.
L'any 1991 va rebre el Premi FAD d'arquitectura per la construcció del Cementiri Nou d'Igualada i el 2004, per les Aules del Campus Universitari de Vigo. L'any 1995 fou guardonat amb el Premi Nacional d'Arquitectura concedit pel Ministeri de Cultura; el 1996, amb el Lleó d'Or a la Biennal de Venècia; i el 2001, amb el Premi Nacional de Patrimoni Cultural, concedit per la Generalitat de Catalunya, que compartí a títol pòstum amb Benedetta Tagliabue.
Va morir el 3 de juliol de 2000 a la seva residència de Sant Feliu de Codines (Vallès Oriental), a conseqüència d'un tumor cerebral. Les seves restes van ser enterrades al Cementiri Nou d'Igualada, que ell mateix havia dissenyat l'any 1984.

## Fundació Enric Miralles

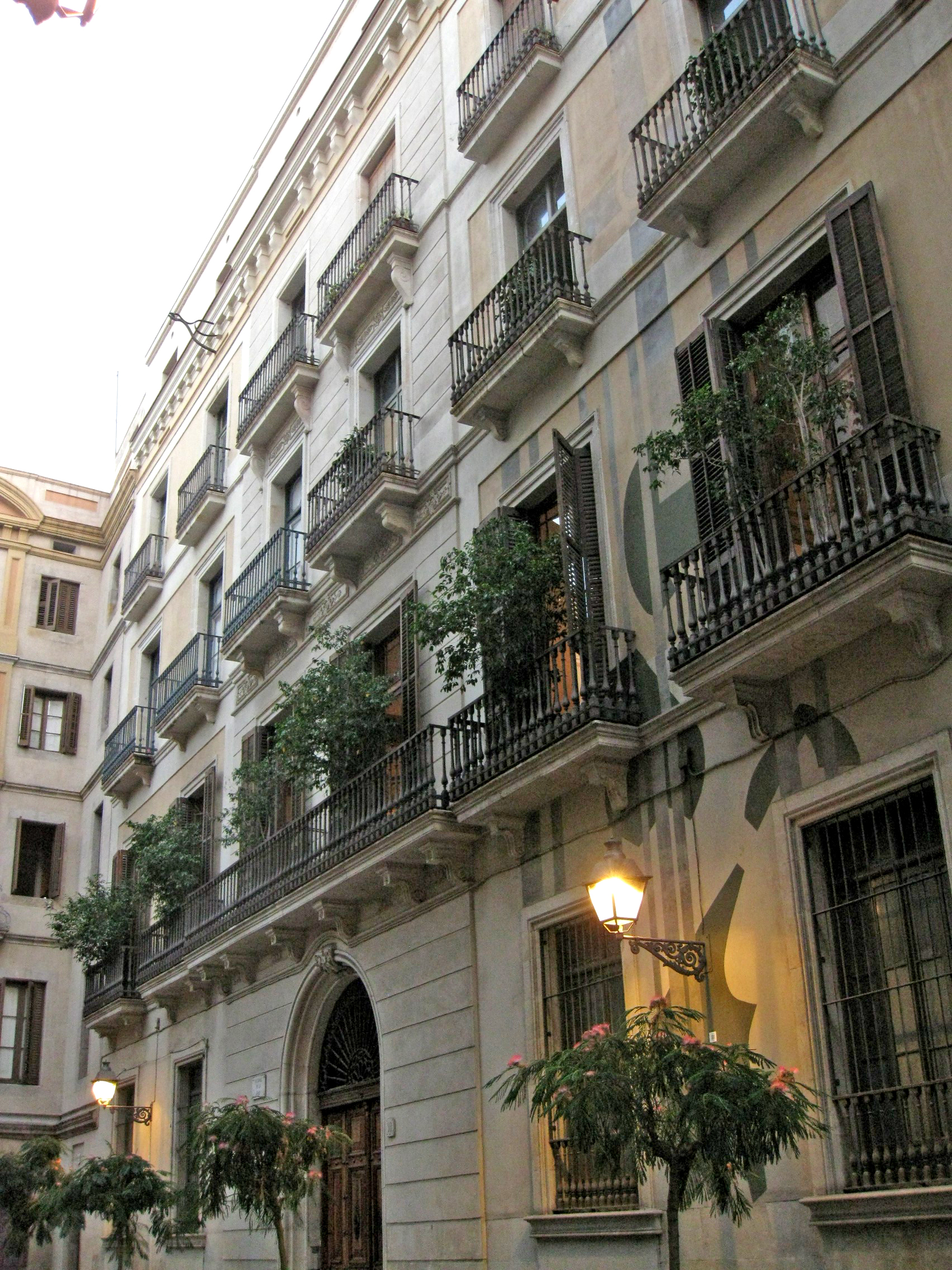
Passatge de la Pau, 10 bis, seu de la Fundació Enric Miralles

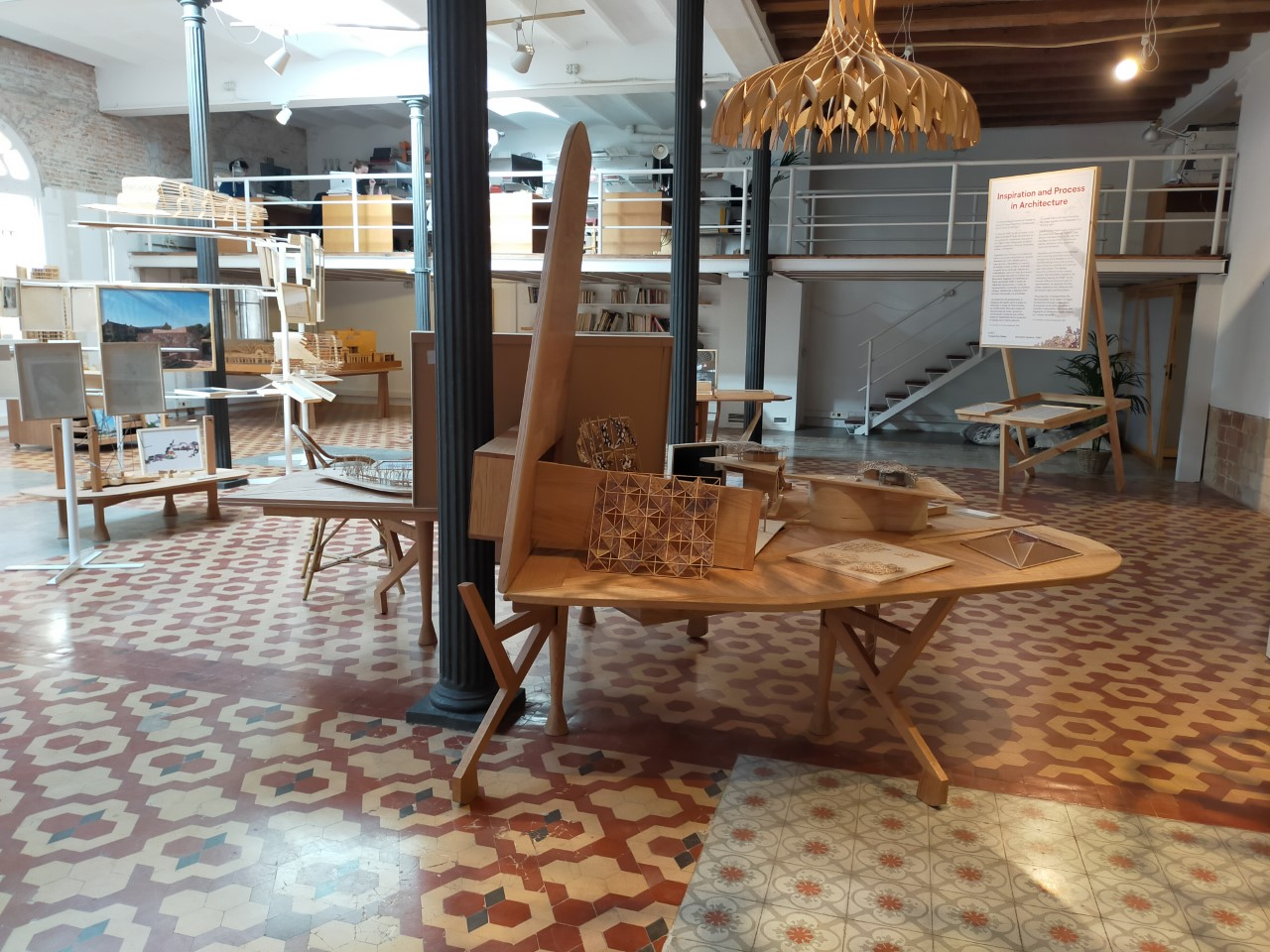
Vista de l'interior de la Fundació

L'any 2011 es va crear la Fundació Enric Miralles com un centre d'arquitectura i investigació contemporània, dedicat a fomentar la innovació i l'experimentació a l'àmbit de l'arquitectura i el disseny, amb l'objectiu principal de preservar el seu llegat. Des la seva creació, ha participat en projectes culturals a Barcelona i a l'estranger. En aquest espai també s'hi desenvolupen exposicions, tallers, cursos i conferències. El juny del 2012 es va fer la inauguració oficial amb la presència de Rafael Moneo i Oriol Bohigas, membres d'honor i de Mohsen Mostafavi, degà de la Facultat de Diseny de la Universitat Harvard.
La seu es troba al Passatge de la Pau, 10 de Barcelona, en un edifici construït el 1870, que va ser rehabilitat per Enric Miralles i Benedetta Tagliabue el 1996, quan van decidir traslladar-se del seu estudi més antic al carrer d'Avinyó, 52 (vegeu Casa Llaurador). L'entrada es caracteritza pel pati, amb un banc dissenyat per Miralles. A la primera planta hi ha l'estudi Miralles-Tagliabue (EMBT), mentre que a la planta baixa hi ha el magatzem de les maquetes, guardades amb cura en caixes de fusta, i a l'entresòl hi ha la sala d'exposicions. Disposa també una sèrie d'espais de coworking per acollir estudiants i residències. Tot i que rehabilitat, aquest lloc manté encara avui la seva essència en sostres, finestres i portes originals.
El 2020, als 20 anys de la mort d'Enric Miralles, la Fundació, amb el recolzament de l'Ajuntament de Barcelona i la Generalitat de Catalunya, li va retre un destacat homenatge, amb exposicions i altres activitats que mostraven les seves múltiples facetes com a creador: arquitecte, disenyador, fotògraf i professor, apropant la seva figura professional i humana al gran públic. Els comissaris Benedetta Tagliabue i Joan Roig i Duran van seleccionar materials originals i inèdits de l'arxiu de la Fundació.

## Selecció d'obres

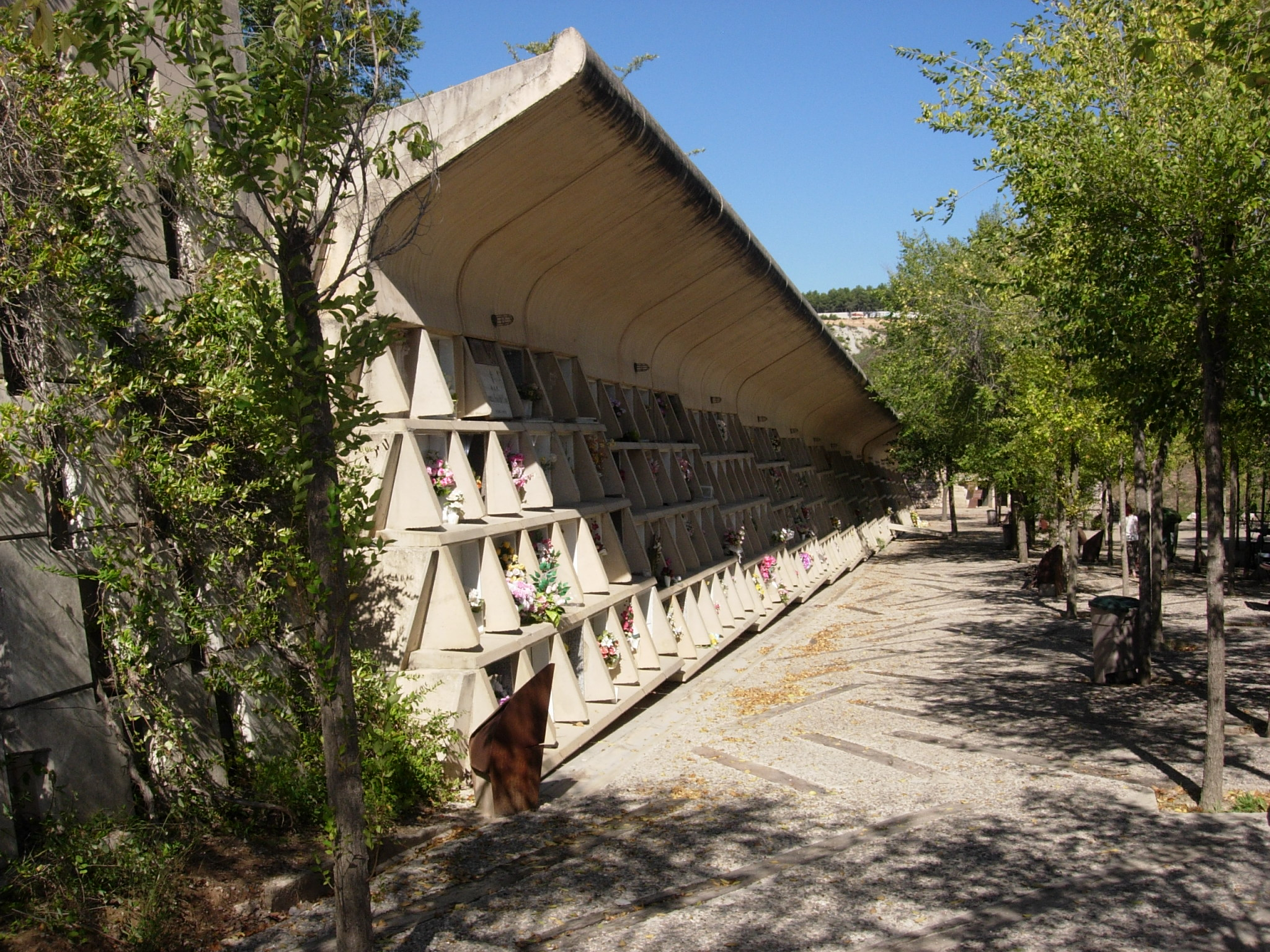
Cementiri d'Igualada

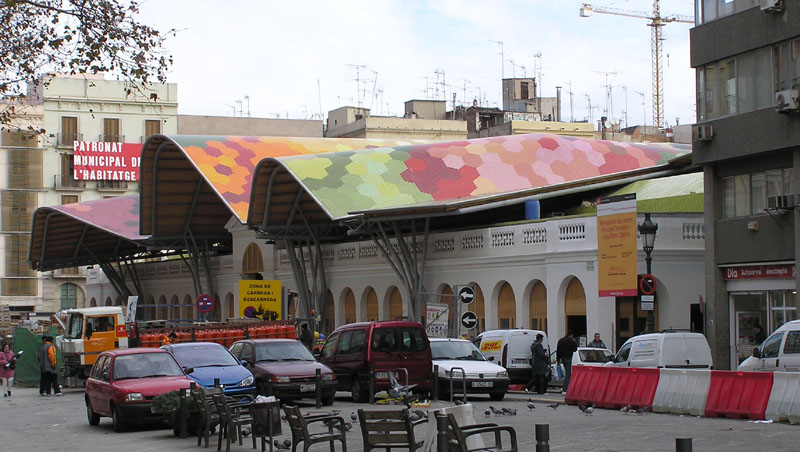
Mercat de Santa Caterina a Barcelona

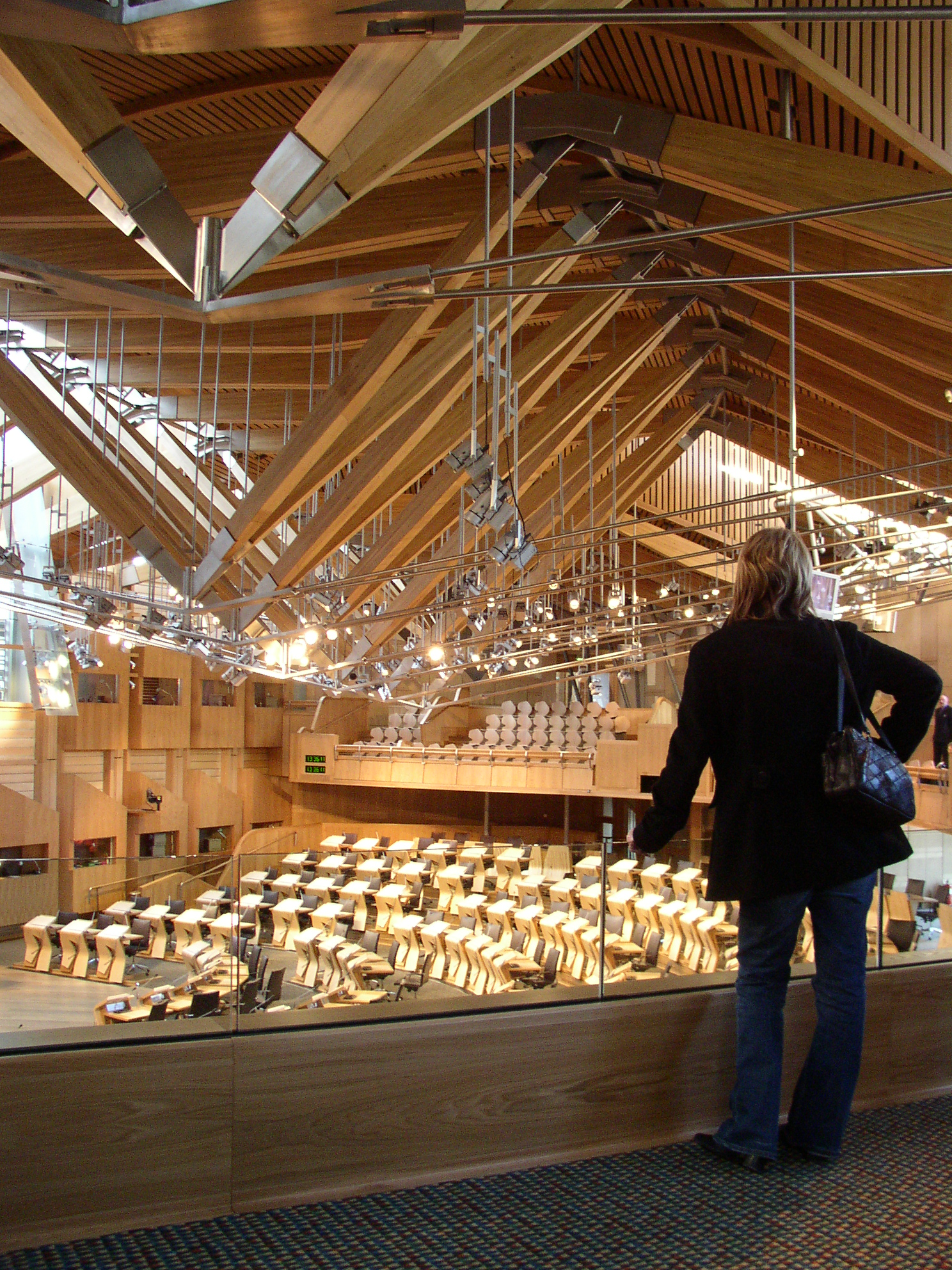
Parlament d'Escòcia a Edimburg

Algunes de les seves obres més representatives són:
En col·laboració amb Carme Pinós
- 1984 - 1986: Institut La Llauna (Badalona)
- 1985 - 1994: Cementeri Nou (Igualada)
- 1986 - 1992: Casa de la vila i Centre Cívic (Balenyà)
- 1986 - 1993: Internat (Morella)
- 1987: Remodelació del Vapor Vell (Barcelona)
- 1987 - 1993: Centre Cívic de La Mina (Sant Adrià de Besòs)
- 1988 - 1992: Pavelló d'Esports (Osca)
- 1989 - 1991: Camp Olímpic de Tir amb Arc (Vall d'Hebron, Barcelona)[18]
- 1990 - 1991: Centre de Tecnificació (Alacant, País Valencià)
- 1990 - 1992: Pèrgoles del Passeig de la Nova Icària (Barcelona)

En col·laboració amb Benedetta Tagliabue
- 1993-1996: Rehabilitació d'un habitatge al carrer dels Mercaders, 24 (Barcelona)
- 1995: Laboratoris de la Universitat de Dresden
- 1996: Biblioteca Nacional del Japó (Tòquio)
- 1996 - 2000: Sis habitatges (Amsterdam)
- 1997: Embarcador (Tessalònica)
- 1997 - 2000: Parc Diagonal Mar (Barcelona)
- 1997 - 2000: Ajuntament (Utrecht)
- 1997 - 2001: Mercat de Santa Caterina (Barcelona)
- 1998 - 2000: Escola de Música per la Joventut (Hamburg, Alemanya)
- 1998 - 2002: Parlament d'Escòcia (Edimburg)
- 1999: Edificis dels Jutjats (Salern)
- 1999: Campus de la Universitat de Vigo (Vigo)
- 1999 - 2001: Parc dels colors (Mollet del Vallès)
- 1999 - 2006: Edifici Gas Natural (Barcelona)
- 2000 - 2005: Escola d'Arquitectura (Venècia, Itàlia)
- 2007: Biblioteca Enric Miralles (Palafolls)